# Plameny Paříže
Plameny Paříže aneb Triumf Republiky (rusky Пламя Парижа, или Триумф Республики) je ruský balet o čtyřech aktech, jehož hudbu složil Boris Vladimirovič Asafjev v roce 1932 na libreto Nikolaje Volkova a Vladimira Vladimiroviče Dmitrijeva. Námět byl převzat z díla francouzského básníka Félixe Grase (1844–1901) Les Marceliers. Děj se odehrává v Paříži v roce 1792 během Velké francouzské revoluce a končí útokem na Tuilerijský palác.
Původní choreografii vytvořil Vasilij Vajnonen (1901–1964) a premiéru měl v Leningradském státním akademickém divadle opery a baletu v tehdejším Leningradu 7. listopadu 1932, tedy k 15. výročí říjnové revoluce. V moskevském Velkém divadle byl poprvé hrán 6. července 1933 a v roce 2008 zde byl znovu uveden.